# Kai Nielsen
Kai Nielsen (26 de noviembre de 1882 en Svendborg - 2 de noviembre de 1924 en Frederiksberg) fue un escultor danés y se le considera parte del grupo de artistas de Fionia al principio del siglo XX. Kai Nielsen era el hijo del relojero Christian Nielsen y su esposa Anna Maria. Nielsen aprendió con el pintor Johannes Voss en Svendborg en los años 1897 a 1901. En 1901 Nielsen se muda a Copenhague, donde trabaja como oficial de pintor. Empieza a estudiar en la Academia real danesa de arte en Copenhague donde finaliza sus estudios en 1912.
Nielsen empezó su carrera como pintor pero pronto le interesó el arte de la escultura. Lo más característico de las esculturas de Nielsen son sus formas redondeadas. No hay líneas o contrastes bruscos, ni tampoco hay espacios inarmónicos. Le interesaba la idea de la escultura que podía ser contemplada desde cualquier lugar alrededor de la escultura. Sus figuras son prosaicas, sencillas y tranquilas. Normalmente las piernas y los brazos se encuentran en posiciones cerca del cuerpo. No obstante, emanan una fuerte vitalidad y se ven ensimismadas y de esta forma son un contraste del simbolismo predominante del tiempo. De hecho, algunas de las figuras son estatuillas grotescas sin vergüenza, pero sin que aparezcan chabacanas. 
Nielsens se consagró con la escultura naturalista Nøgen (”Desnuda”), una figura femenina sentada que cubre su rostro con sus brazos. Entre las obras significantes de Nielsen se puede mencionar ”Ymerbrønden (“El Pozo de Ymir”) que se puede ver en la plaza de torvet i Faaborg, donde al principio causó escándalo. Otras obras importantes son las figuras de mujeres “Leda med svanen”  (“Leda y el cisne) y sobre todo  “Leda uden svanen” (Leda sin el cisne), que igual como la figura de Ymir muestra el sexo. En su breve vida Nielsen obtuvo ser un artista importante y famoso tanto por sus obras grandes y públicas como por su producción de estatuillas para la fábrica Bing & Grøndahl en Copenhauge, y Kählers keramik en Næstved. Con su amigo, el arquitecto Ivar Bentsen, Nielsen creó Blågårds Plads en Copenhague en un intento de unir la arquitectura con la escultura. 